# Dissen (Dissen-Striesow)

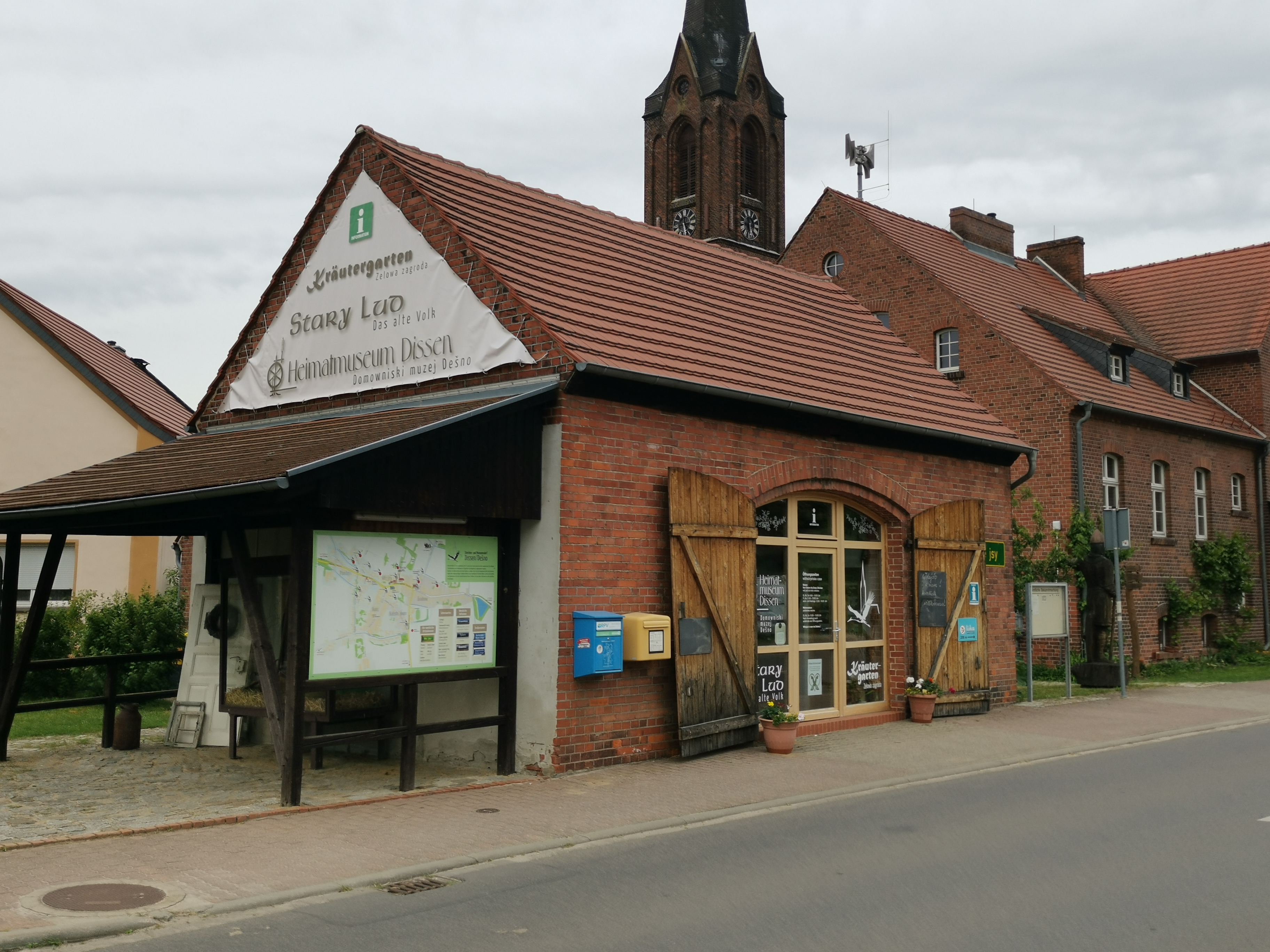
Kräutergarten des Heimatmuseums Dissen

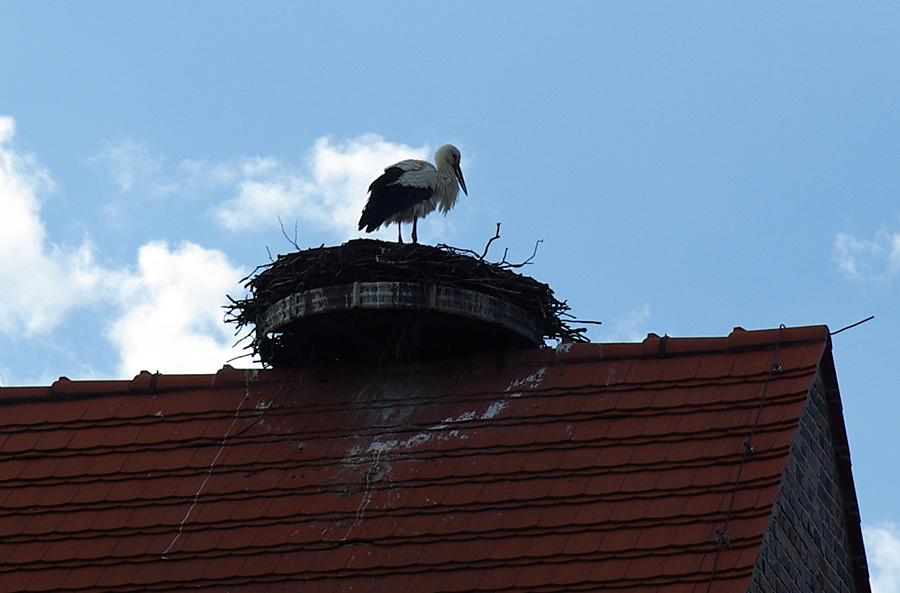
Storchennest im Ort

Dissen, niedersorbisch Dešno, ist ein Ortsteil der Gemeinde Dissen-Striesow im Landkreis Spree-Neiße in Brandenburg. Der Ort gehört dem Amt Burg (Spreewald) an und war bis zum 31. Dezember 2001 eine eigenständige Gemeinde.

## Lage
Dissen liegt in der Niederlausitz, knapp acht Kilometer nordwestlich des Stadtzentrums von Cottbus und gehört zum amtlichen Siedlungsgebiet der Sorben/Wenden in Brandenburg. Umliegende Ortschaften sind Maiberg im Nordosten, Döbbrick im Südosten, Sielow im Süden, Briesen im Südwesten, Striesow im Westen und Fehrow im Nordwesten.
Zu Dissen gehört der Wohnplatz Alte Schäferei (Stara Šaparnja). Das Dorf selbst gliedert sich in die nicht amtlichen Dorfteile Grabow, Kněski dwor, Końc, Pśedejs und We jsy.
Durch Dissen verläuft die Landesstraße 511 von Cottbus nach Striesow. Nördlich des Ortes fließt die Spree, zudem fließen mehrere Wassergräben durch den Ort. Die Gemarkung hat einen Anteil am Naturschutzgebiet Biotopverbund Spreeaue.

## Geschichte
Das Gebiet um das Dorf Dissen wurde ab dem 6. Jahrhundert von westslawischen Siedlern aus dem Stamm der Lusitzi besiedelt. Der Ort wurde im Jahr 1449 erstmals urkundlich erwähnt, im Jahr 1464 lautete die Schreibweise bereits „Dissen“, später „Dissow“ und „Dessen“. In einer Urkunde von 1543 ist der Ortsname „Dysenn“ verzeichnet, im Jahr 1652 lautete der Name wieder „Dissen“. Der sorbische Name „Dešno“ taucht 1843 erstmals auf. Der Ortsname geht auf das niedersorbische „dešny“ zurück und kann als „dunstiger, stinkender Ort“ übersetzt werden, was sich auf die Lage des Ortes bezieht.
Der Ort in seiner heutigen Form ist mit der Zeit vermutlich aus mehreren getrennt gelegenen Siedlungen zusammengewachsen, so hat Dissen beispielsweise zwei Anger. Das Dorf gehörte zum Amt Sielow sowie zur Herrschaft Cottbus in der Mark Brandenburg und später im Königreich Preußen. Bei einem Dorfbrand im Jahr 1772 wurde ein großer Teil des Dorfes zerstört. Darunter war auch die historische Dorfkirche von Dissen, die daraufhin wieder aufgebaut wurde. Die nach dem Wiederaufbau des Ortes entstandene Dorfstruktur hat sich bis heute weitgehend erhalten. Das Amt Sielow wurde um 1780 aufgelöst und dem Amt Cottbus angegliedert.
Nach dem Tilsiter Frieden kam Dissen im Jahr 1807 kurzzeitig zum Königreich Sachsen, bevor das Dorf nach den auf dem Wiener Kongress getroffenen Vereinbarungen 1815 wieder preußisch wurde. Bei der im folgenden Jahr durchgeführten Gebietsreform wurde Dissen dem Kreis Cottbus in der Provinz Brandenburg zugeordnet. Nach der Auflösung des Amtes Cottbus im Jahr 1874 gehörte Dissen mit den Dörfern Sielow und Striesow zum Amtsbezirk Sielow, der mit dem früheren Amt Sielow weitgehend deckungsgleich war. Dieser wurde 1945 aufgelöst. Im Jahr 1899 wurde für die Dorfschule ein neues Unterrichtsgebäude errichtet. Die Ausstattung der Dorfkirche wurde 1937 mit Bibelsprüchen in niedersorbischer Sprache ausgestaltet.
Nach dem Ende des Zweiten Weltkrieges wurde Dissen Teil der Sowjetischen Besatzungszone und später der DDR. Bei der Kreisreform am 25. Juli 1952 wurde die Gemeinde dem Kreis Cottbus-Land im Bezirk Cottbus zugeordnet. 1978 wurde das Heimatmuseum gegründet. Nach der Wiedervereinigung gehörte Dissen zum Landkreis Cottbus in Brandenburg und schloss sich 1992 zur Erledigung der Verwaltungsgeschäfte dem Amt Burg (Spreewald) an. Seit 1993 gehört Dissen zum Landkreis Spree-Neiße. Am 31. Dezember 2001 fusionierte Dissen mit der Nachbargemeinde Striesow zur neuen Gemeinde Dissen-Striesow.
In den Jahren 2005, 2011 und 2017 wurde Dissen innerhalb des Wettbewerbs „Unser Dorf hat Zukunft“ Sieger im Landkreis Spree-Neiße. 2018 wurde das Dorf Sieger innerhalb des Landeswettbewerbs Brandenburg. Im Jahr 2019 wurde Dissen schließlich als „Golddorf“ des Wettbewerbs ausgezeichnet. Seit Oktober 2023 ist Dissen Mitglied der Arbeitsgemeinschaft „Historische Dorfkerne im Land Brandenburg“.

## Sorbische Sprache

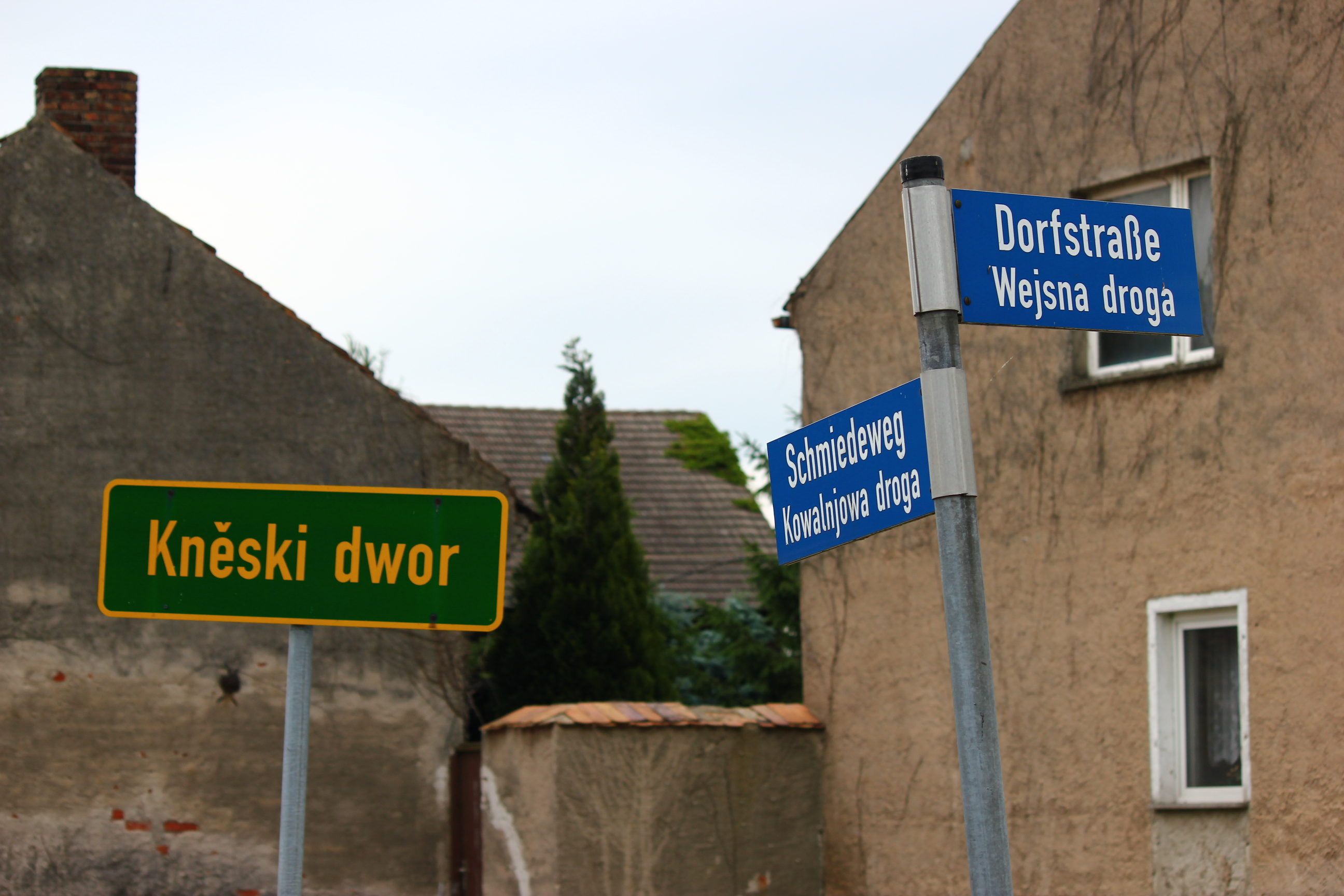
Ortsteiltafel und Straßenschilder in niedersorbischer Sprache

Bis in die 1950er-Jahre war sorbisch/wendisch die Umgangssprache im Ort. Für seine Statistik über die sorbische Bevölkerung in der Lausitz ermittelte Arnošt Muka in den achtziger Jahren des 19. Jahrhunderts eine Bevölkerungszahl von 815 Einwohnern, von denen alle Sorben waren. Gottesdienste fanden damals ausschließlich auf Sorbisch statt. Ernst Tschernik zählte im Jahr 1956 noch einen sorbischsprachigen Bevölkerungsanteil von 74,8 %. Seitdem ging der Anteil der sorbischsprachigen Bevölkerung zurück, im Jahr 1995 hatten noch 28,9 % der Einwohner Sorbischkenntnisse. Damit war Dissen das Dorf mit dem höchsten Anteil an sorbischen Muttersprachlern in der Niederlausitz, zudem wurde dem Ort ein guter Spracherhalt bescheinigt.
Bis ins 20. Jahrhundert hinein wurden in der Kirche Gottesdienste in sorbischer/wendischer Sprache gehalten, bis dies von den Nationalsozialisten verboten wurde; Bogumił Šwjela hielt 1941 den letzten sorbischen Gottesdienst vor diesem Verbot. Mit Unterstützung durch Reinhardt Richter, den damaligen Generalsuperintendenten von Cottbus, fand 1987 der erste wendische Gottesdienst nach dem nationalsozialistischen Verbot statt und seitdem werden wieder Gottesdienste in dieser Sprache in der Dorfkirche gehalten.
In den Jahren 2004, 2011 und 2017 wurde Dissen im Rahmen eines Landeswettbewerbs als „Sprachenfreundliche Kommune“ ausgezeichnet. Die Kinder aus Dissen erlernen die niedersorbische Sprache im Rahmen des Witaj-Projektes bereits im Kindergarten. In Dissen sind, wie in fast allen Orten im sorbischen Siedlungsgebiet, die Orts- und Straßenschilder zweisprachig beschriftet. Eine Besonderheit stellen die einsprachig sorbischen Ortsteiltafeln dar.

## Bevölkerungsentwicklung
| Jahr | Einwohner |
| ---- | --------- |
| 1875 | 757       |
| 1890 | 778       |
| 1910 | 688       |

| Jahr | Einwohner |
| ---- | --------- |
| 1925 | 697       |
| 1933 | 678       |
| 1939 | 658       |

| Jahr | Einwohner |
| ---- | --------- |
| 1946 | 781       |
| 1950 | 690       |
| 1964 | 646       |

| Jahr | Einwohner |
| ---- | --------- |
| 1971 | 586       |
| 1981 | 536       |
| 1985 | 525       |

| Jahr | Einwohner |
| ---- | --------- |
| 1989 | 498       |
| 1995 | 522       |
| 2000 | 659       |

Gebietsstand des jeweiligen Jahres

## Einrichtungen und Vereine

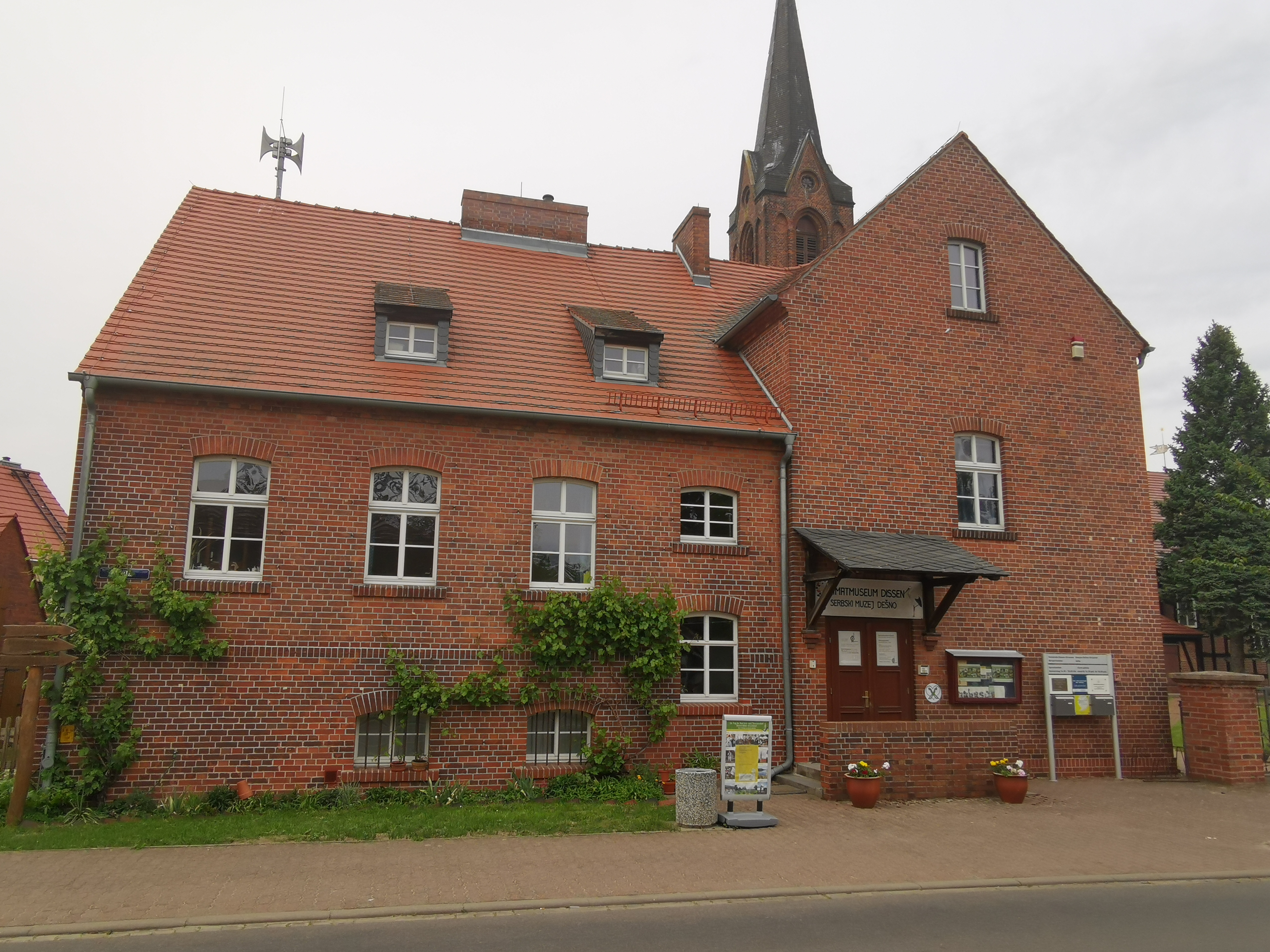
Heimatmuseum in der ehemaligen Dorfschule

Seit 1978 gibt es in Dissen ein Heimatmuseum, welches das Leben der früher wendischen und bäuerlichen Bevölkerung gibt. Ausgestellt sind dort unter anderem Arbeitsgeräte, Hausrat und Kinderspielzeuge sowie verschiedene Varianten sorbischer Trachten. Das Museum wird von einem eigenen Förderverein betrieben.
Weitere aktive Vereine sind die Dorfjugend und die Domowina-Ortsgruppe. Örtlicher Sportverein ist der SV Grün-Weiß Dissen, des Weiteren wurde im April 2017 wurde in Dissen die Fußballmannschaft „Serbske koparje“, eine niedersorbische Fußballauswahl gebildet. Die Freiwillige Feuerwehr wurde 1933 gegründet. In Dissen befindet sich die private Kindertagesstätte „Wichtelland“, die Witaj-Kita in Trägerschaft der Gemeinde befindet sich in Striesow.

## Sonstiges
Der Ortsteil Dissen führt bereits seit kurz nach der Wiedervereinigung Partnerschaften mit der niedersächsischen Stadt Dissen am Teutoburger Wald und dem Ortsteil Dissen der hessischen Stadt Gudensberg. Diese Partnerschaften wurden auch nach der Gemeindeauflösung am 31. Dezember 2001 aufrechterhalten.
Dissen zählt mit acht bis zwölf besetzten Storchenhorsten im Jahr zu den storchenreichsten Dörfern in Deutschland.

## Persönlichkeiten

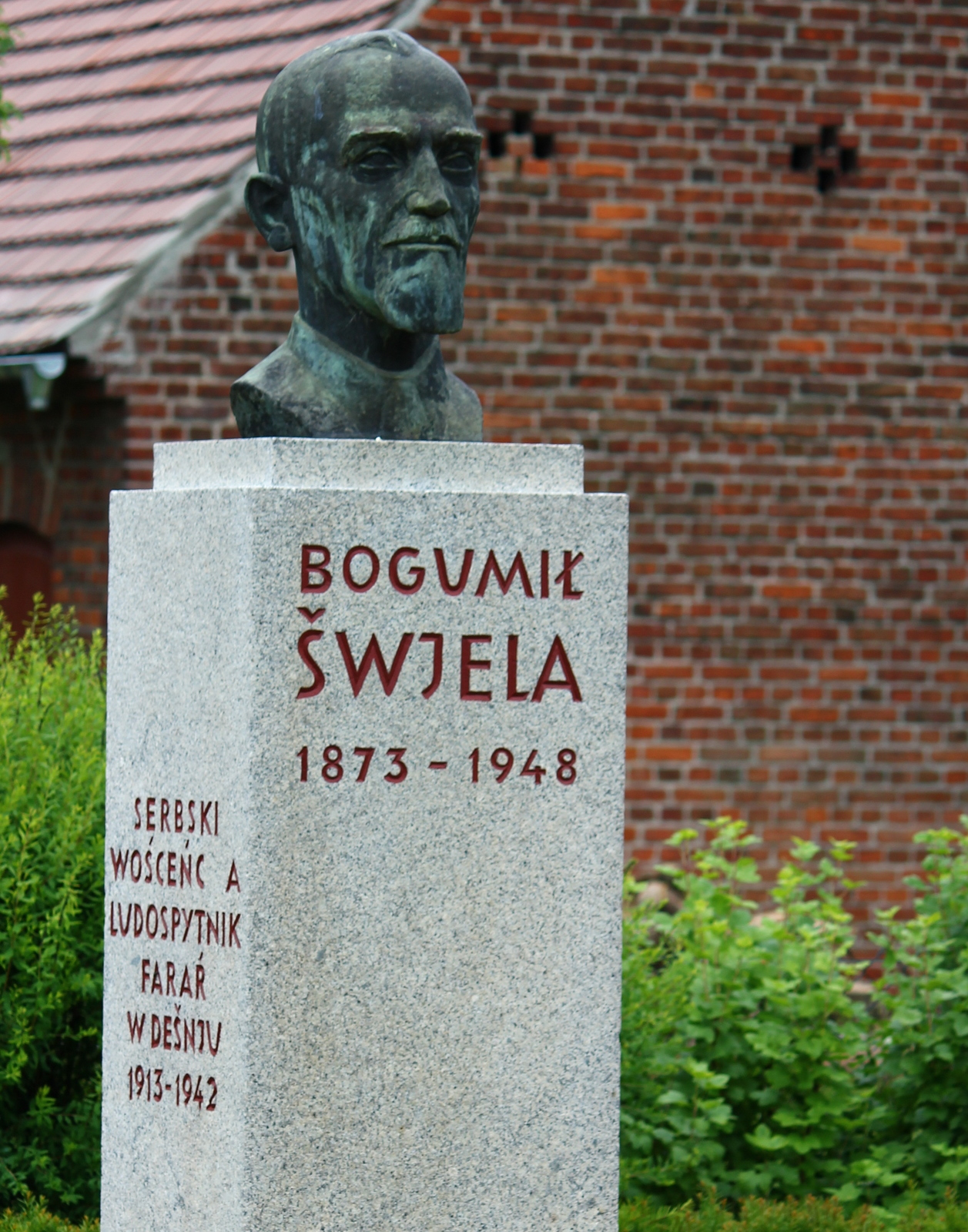
Büste des Pfarrers Bogumił Šwjela auf dem Gelände des Pfarrhauses

- Měto Bukwaŕ (Martin Buckwar; 1789–1843), seit 1830 Pfarrer in Dissen und auch dort gestorben
- Bogumił Šwjela (Gotthold Schwela; 1873–1948), sorbischer Geistlicher und Sprachforscher, 28 Jahre lang Pfarrer in Dissen
- Reinhardt Richter (1928–2004), Vikar und Pfarrer 1953–1960, der die wendische Sprache im Gottesdienst förderte
- Trixi Worrack (* 1981), Profi-Radrennfahrerin, wuchs in Dissen auf